# Сго (народ)

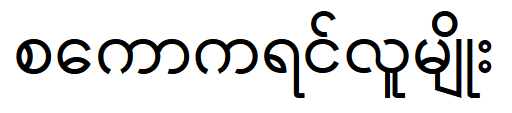

Сго (англ. S'gaw, Skaw, S'gaw, S'gau), также известные как Белые Карены (англ. White Karen) или Паганья (англ. Paganyaw) —  этническая группа карен, проживающая в Мьянме и Таиланде. Говорят на сго-каренском языке.
Проживают в Мьянме в дельте Иравади, горах Пегу, на севере штата Карен. Включают в себя этнические группы вево и монейпва.
Экзоним «Белые Карены» используется с колониальных времён для отличия сго от Кая («Красных каренов») и Пао («Чёрных каренов»).